# Helichrysum petiolare
Espèce
Classification phylogénétique
Helichrysum petiolare est une espèce de plante à fleurs de la famille des Asteraceae. C'est l'une des espèces d'immortelle.

## Caractéristiques
- Sous-arbrisseau
- Origine: Afrique du Sud
- Époque de floraison: octobre a novembre
- Couleur: Blanc
- Multiplication: Division
- Milieu: sol sec drainant. Soleil, mi-ombre
- Port de la plante: étalé ou retombant
- Hauteur: 1 m
- Utilisation: bouquet sec